# Galerie de artă

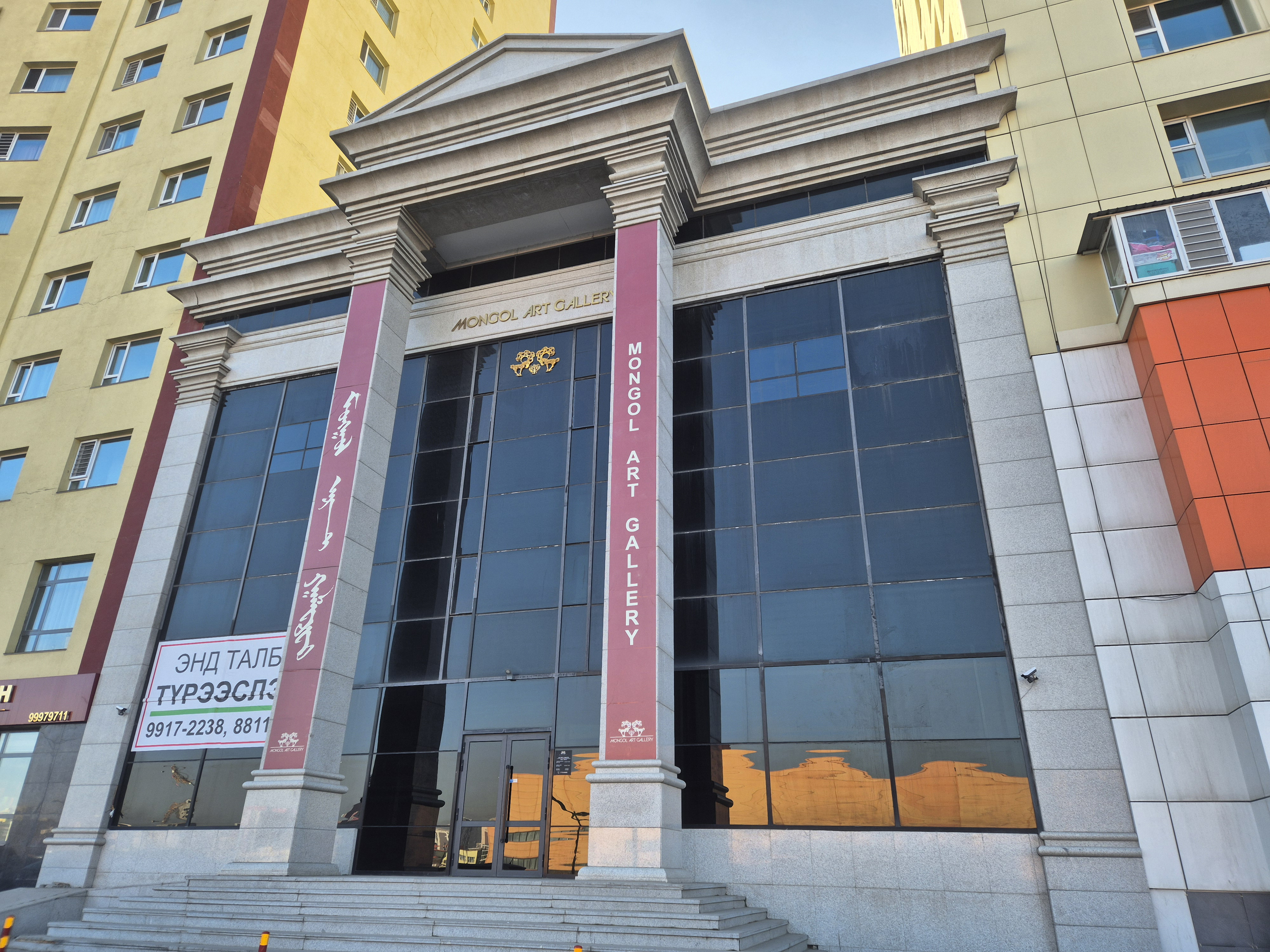
Galerie de artă

O galerie de artă este un spațiu dedicat expunerii și prezentării lucrărilor de artă. Aceasta servește ca un loc de întâlnire între artiști, lucrările lor și publicul interesat de artă. Galeriile sunt destinate să ofere o experiență adecvată și inspirațională, în care vizitatorii pot admira și interacționa cu diverse forme de artă vizuală.
Galeriile de artă sunt diverse în ceea ce privește stilul, conținutul și obiectivele lor. Unele galerii se concentrează pe arta contemporană, prezentând lucrări care reflectă tendințele și experimentele artistice actuale. Alte galerii se axează pe arta tradițională, expunând picturi în ulei, acuarele, desene și sculpturi clasice. Galeriile comerciale, care vând lucrări de artă, încurajând colecționarea și susținând artiștii, fac parte din piața primară de artă. În era digitală, galeriile de artă online au devenit populare, permițând vizualizarea și achiziționarea de artă prin intermediul platformelor digitale.
Dacă expunerea permanentă a lucrărilor de artă este specifică muzeelor, galeriile organizează de obicei expoziții temporare și vernisaje. Aceste evenimente oferă oportunitatea de a descoperi noi artiști, de a explora teme și subiecte specifice și de a experimenta contextul artistic într-un mod interactiv. Vernisajele sunt adesea însoțite de discuții și prezentări susținute de artiști, curatori sau critici de artă, oferind publicului șansa de a înțelege mai bine procesul creativ și intențiile din spatele lucrărilor expuse.
Galeriile de artă au un rol esențial în promovarea artei și a artiștilor, facilitând interacțiunea între creatori și public. Ele contribuie la educația și aprecierea artei, stimulând dialogul cultural și oferind un spațiu în care arta poate fi contemplată și interpretată în diverse moduri.
1. ↑  Diana Ursan. „Piața primară: o scurtă introducere în lumea galeriilor private de artă contemporană din România”. Empower Artists. Accesat în 17 decembrie 2024. Verificați datele pentru: |access-date= (ajutor)